# Maschinenbauwerk Wotkinsk

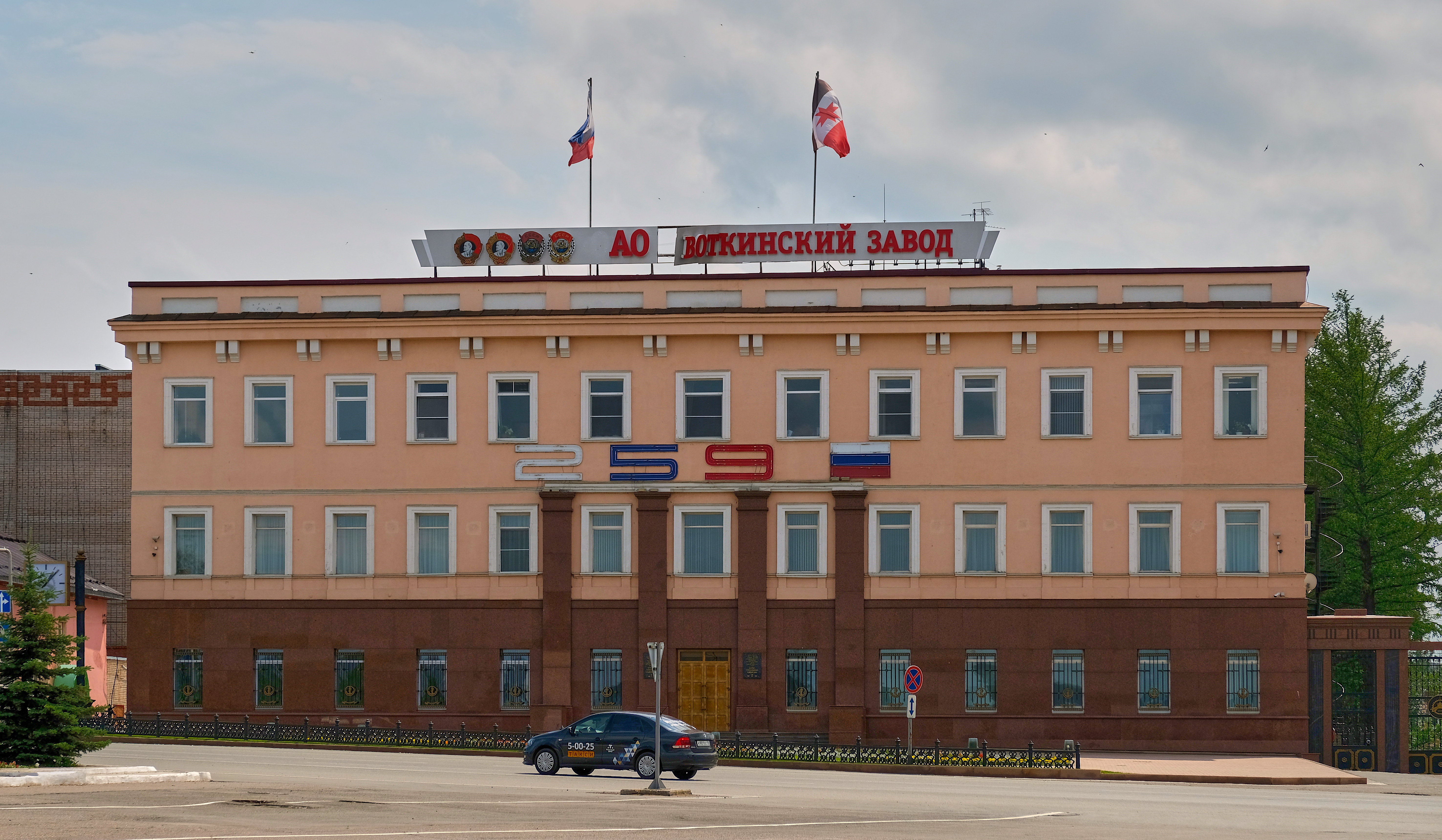
Verwaltungsgebäude der Maschinenbauwerk Wotkinsk

Putin besucht das Werk, 21. März 2011; eine Topol-M im Hintergrund

Das Maschinenbauwerk Wotkinsk (russisch Воткинский завод, Wotkinski Sawod) ist ein russisches Maschinenbauunternehmen in Wotkinsk. Es wurde 1759 gegründet und ist eines der ältesten Wirtschaftsunternehmen Russlands. Vom 18. bis 20. Jahrhundert produzierte das Werk unter anderem Eisen, Anker, Flussdampfschiffe, Dampflokomotiven, Bagger, Geschütze und Werkzeugmaschinen.
Das Werk ist insbesondere bekannt für ballistische Raketen mit Feststoffraketentriebwerken. Es fertigt aber auch Haushaltsgeräte sowie Ausrüstung für die Erdöl- und Gasindustrie.

## Geschichte
Im Jahre 1757 bekam Pjotr Iwanowitsch Schuwalow von der Kaiserin Elisabeth die Erlaubnis in Wotkinsk ein Eisenwerk zu errichten. Die Gegend war waldreich und lieferte den nötigen Brennstoff, die Erzminen des Urals waren nicht weit entfernt und die schiffbare Kama war in der Nähe. 1758 begannen die Bauarbeiten; das erste Eisen wurde 1759 produziert. Um die Schulden nach dem Tod von Schuwalow zu tilgen, kam das Werk 1763 in Staatsbesitz.
1782 begann die Produktion von großen Ankern. Diese wurde die nächsten 140 Jahre fortgeführt. Handwerker des Unternehmens fertigten unter anderem die Turmspitze des Glockenturms der Peter-und-Paul-Kathedrale von Sankt Petersburg. Von 1837 bis 1848 war Ilja Petrowitsch Tschaikowski (1795–1880), der Vater des Komponisten Pjotr Iljitsch Tschaikowski, der Werkleiter. Unter seiner Führung änderte das Unternehmen die Ausrichtung, von der Metallurgie zum Maschinenbau. 1847 begann der Bau von Flussdampfschiffen und 1868 von Dampflokomotiven. Das die Fabrik nicht direkt an der schiffbaren Kama lag, lagerten die fertigen Schiffe in einem aufgestauten Teich. Nur bei Hochwasser im Frühjahr konnte der Kama von dort über die kleinen Flüsse Wotka und Siwa erreicht werden. Insgesamt wurden etwa 400 Schiffe gebaut. Auch die Dampflokomotiven konnten die Fabrik zunächst nur auf Lastkähnen verlassen. Erst 1916 wurde ein Gleisanschluss gelegt. Insgesamt wurden 631 Dampflokomotiven für die Breitspur gebaut. Im Ersten Weltkrieg wurde das Werk für die Fertigung von Munition umfunktioniert. Ab 1915 wurden bis zu 3.000 Geschützlafetten im Monat gebaut.
Das nach den Wirren des russischen Bürgerkriegs am 9. September 1925 neu eröffnete Werk fertigte zunächst landwirtschaftliche Geräte. In den 1930er und 1940er erfolgte die Produktion von Dampfbaggern, Goldbaggern, Schienenkränen sowie Baggerschiffen für den Bau des Moskaukanals.
Am 1. Januar 1938 wurde das Werk mit der Übertragung zum Volkskommissariat für Militär- und Meeresangelegenheiten ein Teil der sowjetischen Rüstungsindustrie. Am 11. März 1938, wurde es in Artilleriewerk Nr. 235 umbenannt. Die Produktion von zivilen Produkten wurde heruntergefahren. Produziert wurde z. B. die 152-mm-Haubitze M1938 (M-10). Zu Beginn des Deutsch-Sowjetischen Krieges 1941, nahm das Werk die evakuierte Belegschaft und Ausrüstung des Arsenalwerks aus Kiew auf. Die Produktion von Haubitzen wurde gestoppt, man konzentrierte sich auf die 45-mm-Panzerabwehrkanone M1937 (53-K). 1943 begann die Produktion der 76-mm-Divisionskanone M1942 (SiS-3); parallel dazu wurde die Produktion der 45-mm-Panzerabwehrkanone heruntergefahren. Ab 1944 wurde die 57-mm-Panzerabwehrkanone M1943 (SiS-2) gebaut. In den Kriegsjahren 1941–45 produzierte das Maschinenbauwerk Wotkinsk über 52.000 Geschütze. Somit kam etwa jedes zehnte sowjetische Geschütz von dort.
Nach dem Krieg erfolgte eine Umstellung auf zivile Produkte. Ab Dezember 1946 fertigte das Werk Lokomobile, mobile Kraftmaschinen z. B. für Baustellen, Kolchosen oder Sägemühlen. In 10 Jahren wurden etwa 1500 Lokomobile gefertigt. Ab 1955 wurden unter anderem Dampflokomotiven für Schmalspur, Förderbänder und Torfbagger produziert. Das Werk fertigte Teile der Reaktorabschirmung für den in ersten Atomeisbrecher „Lenin“, der 1959 in Dienst gestellt wurde. Auch später erfüllte das Werk Aufträge für die Atomindustrie.
Das Maschinenbauwerk Wotkinsk hat eine lange Tradition in der Fertigung von Werkzeugmaschinen. Im Jahr 1956 begann die Fertigung von Fräsmaschinen, welche im Maschinenbauwerk in Gorki entwickelt wurden. 1959 ging die erste Fräsmaschine mit Digitalsteuerung in Produktion. Ab 1983 wurden Bearbeitungszentren gebaut. Noch 1999 kam eine neue CNC-Fräsmaschine ins Produktionsprogramm; später wurde die Fertigung von Werkzeugmaschinen eingestellt. Insgesamt baute das Werk über 60 Tausend Stück von verschiedenen Typen von Werkzeugmaschinen.
1957 wurde entschieden das Werk zum großen Teil auf die Produktion von ballistischen Raketen mit Feststoffmotoren umzurüsten. Seitdem wurden verschiedene Raketentypen im Werk gebaut (siehe ballistische Raketen).
Das Maschinenbauwerk Wotkinsk stellte und stellt einige zivile Konsumgüter her, so ab 1983 Waschmaschinen der Marke “ФЕЯ” (Fee). Bis 2023 wurden über 12 Millionen Waschmaschinen produziert. Außerdem wurden Kinderwagen (200–300 tausend Stück jährlich) gefertigt. Mit dem Zerfall der Sowjetunion boten sich neue wirtschaftliche Möglichkeiten und so wurde die „Topol“ Unternehmensgruppe gebildet, welche die Haushaltsgerätesparte bündelte. Seit 1999 werden Heißwasserbereiter unter der Marke „RealThermo“ produziert. Im Jahre 2009 kam die Haushaltsgerätemarke „OKA“ zur Topol-Gruppe hinzu. Im Jahre 2013 wurde ein neues Werk für die Fertigung von Waschmaschinen und Heißwasserbereitern gebaut.
Im Juli 1998 wurde das Werk ein Teil von Roskosmos. Am 1. Juni 2010 kam das Maschinenbauwerk Wotkinsk als Tochterunternehmen zum Moskauer Institut für Wärmetechnik; die Unternehmensform änderte sich dabei von FGUP zu OJSC.
Für die Bechtel Corporation fertigte das Maschinenbauwerk Wotkinsk eine Anlage zur Beseitigung von Chemiewaffen. Das Werk lieferte einen Beitrag zum Large Hadron Collider. Für die Öl- und Gasindustrie stellt das Werk eine breite Palette von Ausrüstung her.
Am 7. Februar 2024, während des Ukrainekriegs, ereignete sich auf dem Areal des Werkes eine große Explosion. Von offizieller Seite kam die Erklärung, es handelte sich um einen geplanten Versuch.

## Ballistische Raketen
Im Jahre 1957 entschieden das Zentralkomitee der KPdSU und der Ministerrat der UdSSR, dass das Maschinenbauwerk Wotkinsk für die Produktion von ballistischen Raketen umfunktioniert werden soll. Das Werk begann mit der Herstellung der Kurzstreckenrakete R-17. Die Leitung hatte von 1966 bis 1988 Wladimir Gennadjewitsch Sadownikow, welcher für große Fortschritte bei dem Raketenbau verantwortlich war.
1967 begann das Werk mit den Vorbereitungen für den Bau der Interkontinentalrakete RS-14 Temp-2S. Um solche Raketen fertigen zu können, wurde das Werk in den darauffolgenden Jahren fast von Grund neu aufgebaut. Neue Fertigungsverfahren, wie das Schutzgasschweißen von Titan mussten, etabliert werden. 1972 konnte die erste Rakete für Versuche übergeben werden, 1974 begann die Serienproduktion, die jedoch bald gestoppt wurde.
Noch vor der Einstellung Temp-2S wurde 1973 das Werk auf die Produktion der zweistufigen Mittelstreckenrakete RSD-10 Pioner vorbereitet. 1976 begann die Serienproduktion. Ab 1978 produzierte das Werk die verbesserte Rakete Pioner-UTTCh.
Im August 1975 wurde das Werk ausgewählt die Kurzstreckenrakete 9K714 Oka zu produzieren. Im Jahre 1978 konnten die ersten Raketen für Versuchszwecke geliefert werden.
Für die neue Interkontinentalrakete RS-12M Topol produzierte das Werk 1982 die ersten Raketen für Flugversuche. Die Serienproduktion begann im Jahre 1988. Die RS-12M Topol war viele Jahre lang die Hauptwaffe der Strategische Raketentruppen der Sowjetunion und später der Strategische Raketentruppen Russlands.
Von 1984 bis 1986 wurde die Serienfertigung der neuen Rakete Pioner-3 vorbereitet.
Als der INF-Vertrag über das Verbot bestimmter Nuklearraketen mit mittlerer und kürzerer Reichweite 1988 in Kraft trat, wurden gegenseitige Kontrollen vereinbart, dass diese nicht mehr produziert wurden. Die Produktion der 9K714 Oka und der kurz vor der Serienfertigung stehenden Pioner-3 wurde in Wotkinsk eingestellt. Der US-Seite wurde das Recht eingeräumt,  Eisenbahnwagons, welche das Werk verließen, mit Röntgenkontrollgeräten zu durchleuchten. Die Produktion der RS-12M Topol lief weiter.
Ab 1989 wurde die Kurzstreckenrakete 9K79-1 Totschka-U produziert. Derzeit werden RS-12M2 Topol-M (seit 1998), RS-24 Yars, RSM-56 Bulawa sowie 9K720 Iskander in Wotkinsk gebaut.